# یورومانی
مؤسسه معتبر یورومانی Euromoney یک نهاد بین‌المللی است که حدود ۲۶ سال است که بانک‌ها را در سه سطح کشوری، منطقه‌ای و جهانی براساس عملکرد سال مالی قبل، ارزیابی و با یکدیگر مقایسه می‌کند.
ارزیابی‌های مؤسسه Euromoney براساس انتخاب برترین بانک‌های جهان و بهترین بانک هر کشور در رشته‌های تخصصی مالی مختلف در سطوح جهانی و مناطق جغرافیایی جهان (خاورمیانه، آسیا، اروپا، آمریکای جنوبی، آمریکای شمالی و آفریقا).
در کشورهای مختلف جهان، ارزیابی مؤسسه بین‌المللی Euromoney مورد توجه حرفه‌ای بانک‌ها، مؤسسات مالی و سهامداران می‌باشد.
استراتژی گروه یورومانی مدیریت پرتفویی از کسب‌وکارها در بازارهایی است که در آن داده‌ها، اطلاعات و شرکت‌کنندگان ارزیابی می‌شوند. به این منظور انتخاب برترین بانک‌ها از دیدگاه موسسه یورومانی از سال ۱۹۹۲ پایه‌ریزی شد و از آن زمان تلاش برای کسب این جایزه زمینه‌ساز رقابت بین بانک‌های بزرگ و معتبر جهان به‌شمار می‌رود.
درطول تاریخ بانکداری ایران، برای اولین بار در سال ۲۰۰۴ میلادی بانک تجارت توانست برنده جایزه بهترین بانک ایران  ازسوی مؤسسه بین‌المللی Euromoney در سطح ملی شود.  بایگانی‌شده  در ۲ دسامبر ۲۰۱۷ توسط Wayback Machine
مؤسسه یورومانی، بانک آینده را به عنوان «برترین بانک ایران» (Best Bank In Iran) برای سال ۲۰۱۸ میلادی، انتخاب کرد.
علاوه براین بانک آینده بر اساس ارزشیابی این موسسه در سال ۲۰۱۷ میلادی نیز به عنوان برترین بانک تحول‌ساز خاورمیانه  توسط یورومانی انتخاب شده بود.

## رتبه‌بندی یورومانی
فهرست زیر توسط Euromoney تنظیم شده، که بزرگترین ارائه‌کنندگان خدمات بانکداری اختصاصی در جهان را، در سال‌های ۲۰۱۲ و ۲۰۱۳ رتبه‌بندی کرده‌است.
| رتبه ۲۰۱۳ | بانک            | رتبه ۲۰۱۲ |
| --------- | --------------- | --------- |
| ۱         | یوبی‌اس          | ۲         |
| ۲         | کردیت سوئیس     | ۱         |
| ۳         | جی‌پی مورگان چیس | ۴         |
| ۴         | اچ‌اس‌بی‌سی        | ۳         |
| ۵         | سیتی‌گروپ        | ۵         |
| ۶         | دویچه بانک      | ۶         |
| ۷         | مریل لینچ       | ۹         |
| ۸         | سانتاندر گروپ   | ۸         |
| ۹         | ب ان پ پاریبا   | ۷         |
| ۱۰        | گلدمن ساکس      | ۱۱        |

1. ↑  «Magiran | روزنامه دنیای اقتصاد (1396/08/01): ملاک انتخاب بانک های خوب». www.magiran.com. دریافت‌شده در ۲۰۱۹-۱۰-۲۰.